# Egilbert von Minden
Egilbert von Minden, auch Eilbert von Minden, († 1. Dezember 1080) war ab 1055 Bischof des ostwestfälischen Bistum Mindens.

## Ursprünge
Er war zunächst Domscholast (Leiter der Klosterschule) in Bamberg. Als Lehrer und Freund des Anno von Köln war er möglicherweise durch dessen Einfluss Kanoniker in St. Simon und Judas und vielleicht auch Domherr in Hildesheim geworden.
Das Billunger Herzogshaus strebte offenbar die Kirchenvogtei über das mitten in seinem Machtbereich gelegene Bistum Minden an. Kaiser Heinrich III. setzte, um die Bemühungen der Billunger zu hintertreiben, auf unbedingt königstreue Bischöfe. Trotzdem gelang es den Herzögen, 1055/56 ein Abkommen mit Bischof Egilbert zu schließen, mit dem die Billunger nach 1073 die Hochvogtei über das Bistum Minden übertragen bekamen.
Während der sächsischen Aufstände gegen Heinrich IV. stand er auf Seiten der oppositionellen Partei, der auch die Billunger angehörten.
Im Investiturstreit zwischen Papst Gregor VII. und König Heinrich IV. gehörte er auf der Reichsversammlung, die im Januar 1076 in Worms stattfand, zu den Bischöfen, die Gregor VII. den Gehorsam aufkündigten. An der folgenden Reichsversammlung im Mai 1076, ebenfalls in Worms, auf der der Papst abgesetzt werden sollte, war er aber nicht mehr beteiligt.